# 1.ª División de Ejército (Brasil)
La 1.ª División de Ejército (en portugués: 1ª Divisâo de Exército, 1ª DE) es una división del Ejército Brasileño con base en Río de Janeiro y dependiente del Comando Militar del Este.

## Historia
El 6 de agosto de 1908 se creó la 1.ª Brigada Estratégica en la Villa Militar de Río de Janeiro, a la sazón en construcción.
El 31 de agosto de 1942 los Estados Unidos del Brasil declararon la guerra a las potencias del Eje. El Ejército Brasileño formó la 1.ª División de Infantería Expedicionaria, bajo el comando del mariscal João Baptista Mascarenhas de Morais.

## Organización
- 1.ª División de Ejército.[3]
  - Artillería Divisionaria.
  - Agrupación de Unidades Escuela/9.ª Brigada de Infantería Motorizada.
  - 4.ª Brigada de Infantería Ligera (Montaña).